# Juan de Aguilar Villaquirán
Juan [Fernández] de Aguilar y Villaquirán (Escalona, provincia de Toledo, 1564 - íd., 1618) fue un humanista y traductor español.

## Biografía
Era hijo del doctor Alonso Hernández de Aguilar, hidalgo y hombre muy docto que podría haber sido de origen judeoconverso y médico del duque de Escalona, casado dos veces, la segunda con Ana Ruiz de la Cuadra. Tuvo al menos cinco hijos, dos de la primera y tres de la segunda, uno de ellos Juan, que fue regidor mayor de los hijosdalgo entre 1597 y 1613 y alguacil mayor de Escalona, un foco central del iluminismo castellano que ya entonces había sido sofocado por la Inquisición.
Se casó primero con María de Mendoza, de la que tuvo una hija monja, y en segundas nupcias con Juana de Loarte y Zúñiga, de la que tuvo tres hijos. Su hermano Francisco fue canónigo de la catedral de Zamora, y al fallecer hizo a Juan su heredero.
Protegido por la corte ducal de los Pacheco y los marqueses de Villena realizó una colosal traducción al español de casi toda la obra conocida entonces de Luciano de Samosata, pero a través del italiano y el latín, no directamente del griego; con todo, su obra, concluida al parecer en 1617, un año antes de su muerte, permaneció manuscrita e inédita con el título de Las obras de Luciano samosatense, orador y filósofo excelente, 1617, Santander. Biblioteca Menéndez Pelayo, Mss. M-164. Para ello recurrió a tres obras fundamentalmente: Nicolo da Lonigo, I dilettevoli dialogi, le vere narrationi, le facete epistole di Luciano philosopho; Jacobo Moltzer, Luciani Samosatensis Opera y Gilbert Cousin y Ioannes Sambucus, Luciani Samosatensis Opera. 
Uno de sus hijos sobresalió como escritor, poeta y teólogo: Esteban de Aguilar y Zúñiga (1606- d. de 1681). Fue sacerdote en Madrid, deán después de la colegial de Escalona y autor de una Corona de predicadores (1636) entre otras obras, algunas de ellas ascéticas, así como traductor de la Corte divina... del jesuita francés confesor de Luis XIII Nicolas Caussin (Madrid, 1675). Su padre firmó su testamento ya muy enfermo, el 29 de abril de 1618, y falleció poco después; fue enterrado en la iglesia de San Vicente de Escalona.